# Singhiella chitinosa
Singhiella chitinosa és una espècie d'hemípters del gènere Singhiella, de la família dels Aleiròdids.
Va ser descrita científicament per primera vegada per Takahashi el 1937.